# Fortuna (film 1966)
Fortuna è un film del 1966 diretto da Menahem Golan.

## Trama
Una ragazza è stata promessa a un ricco aristocratico sin dall'età di quattro anni. Inorridita, fugge con il suo amante, ma è inseguita da suo padre e dai fratelli.